# サンティアーゴ・デ・クーバ

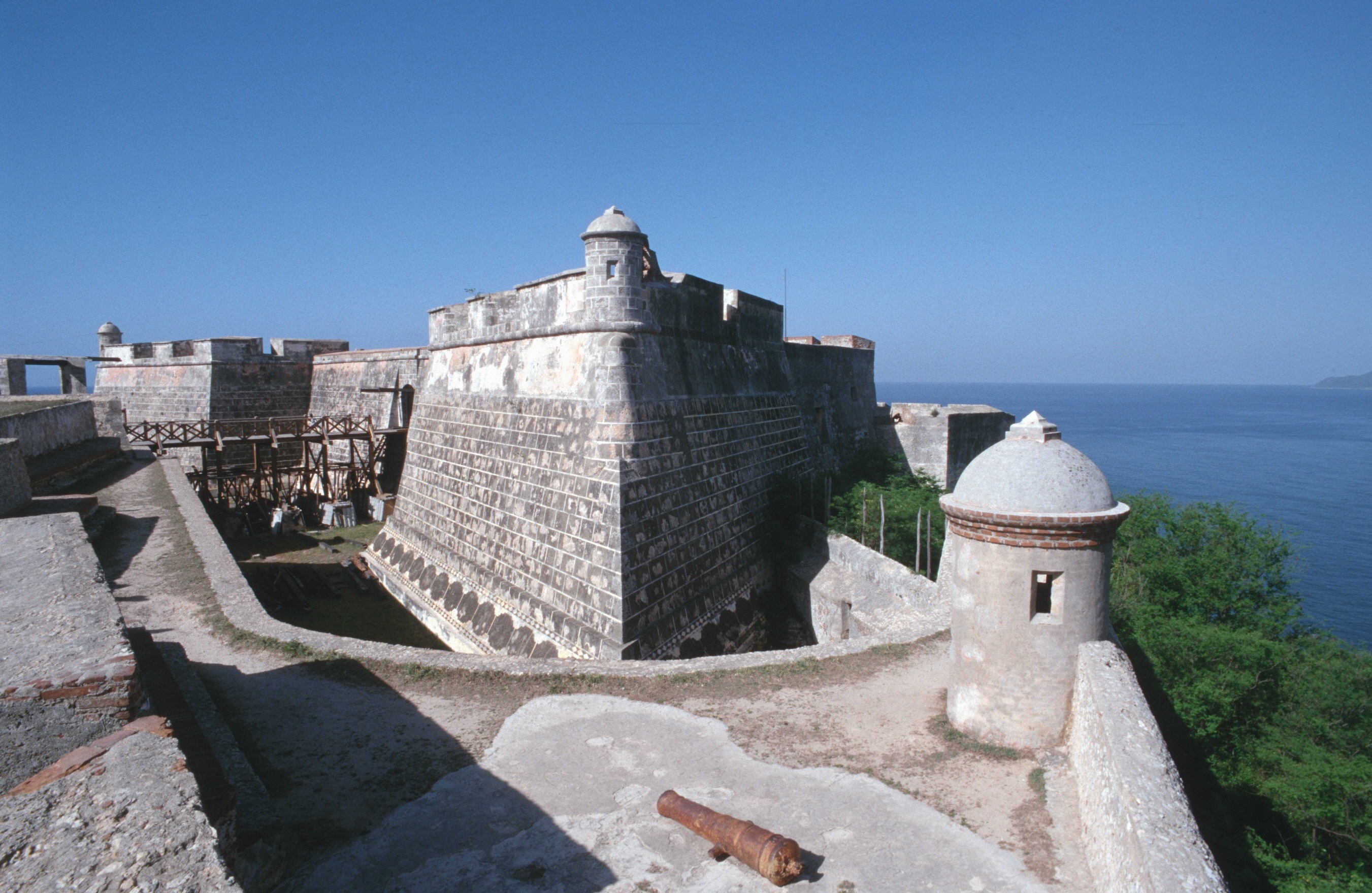
モーロ要塞

サンティアーゴ・デ・クーバ (スペイン語: Santiago de Cuba) は、キューバ南東部の都市である。サンティアーゴ・デ・クーバ州の州都。人口は40万4100人。
カリブ海に面したマエストラ湾岸にある港湾都市かつ工業都市である。

## 歴史
1514年6月28日にスペイン人コンキスタドールのディエゴ・ベラスケスによって創設された。1516年居住区は火災で焼失したが、すぐに再建された。16～17世紀には海賊による密貿易の拠点であった。1518年、この町からフアン・デ・グリハルバやエルナン・コルテスがメキシコ海岸の探検に出ている。1538年にはエルナンド・デ・ソトがフロリダに向けて旅立った。1528年に最初の大聖堂が建てられた。1522年から1589年まで、サンティアーゴ・デ・クーバは、スペイン植民地キューバの首都であった。1553年にはフランス軍が、1662年にはイギリス軍が町を占拠した。
18世紀末や19世紀初頭に、1791年に起きたハイチ革命によりハイチから亡命したフランス人が流入し、サトウキビの栽培地域が拡大された。その影響で、市内の通りにはスペインとフランスの様式で建てられた建物が今なお現存している。
1898年、この地でキューバにおける米西戦争の戦火が発生し、サンチャゴ・デ・キューバ海戦が起きた。戦争は終わったが後のキューバ独立に寄与する結果となった。
また、1953年にはフィデル・カストロ率いる160名の青年兵士が、キューバ革命の端緒となるキューバ陸軍モンカダ兵営の襲撃を行なった。現在、サンティアーゴ・デ・クーバは、マンガンや銅などの鉱物と砂糖やタバコの船積みが行なわれる港があることで知られ、パナマ国際航路の中継港になっている。また、キューバ縦断道路の東側の基点でもある。市内にオリエンテ大学がある。

## 史跡
市内には1997年に世界遺産に登録されたサン・ペドロ・デ・ラ・ロカ城がある。

## 交通

### 鉄道
港の近くに、キューバ鉄道のサンティアーゴ・デ・クーバ駅がある。